# Mieke Kröger
Mieke Kröger née le 18 juillet 1993 à Bielefeld, est une coureuse cycliste allemande, spécialiste du contre-la-montre et de la poursuite. Elle est trois fois championne d'Allemagne du contre-la-montre et de la course en ligne en 2016.

## Biographie

### Débuts
Elle achète son premier vélo de course à l'âge de 15 ans, elle souhaite arriver plus rapidement à l'école. Elle est d'ailleurs une élève douée. Elle participe à sa première course un an plus tard et gagne d'emblée. Elle fait alors partie du club RV Teutoburg Brackwede et est entraînée par Robert Pawlowsky. Elle rejoint ensuite l'équipe SRM & Poison Bike. En 2010, elle devient championne d'Allemagne de contre-la-montre juniors, performance qu'elle répète l'année suivante en y ajoutant le titre sur l'épreuve en ligne. Elle devient également championne du monde de poursuite juniors et bat par la même occasion le record d'Allemagne dans la catégorie. Sur route, elle obtient la médaille de bronze du championnat du monde du contre-la-montre juniors à Copenhague. Passée en catégorie espoirs (moins de 23 ans) en 2012, elle fait partie de l'équipe Vita Classica. Elle est médaillée d'argent du championnat d'Europe du contre-la-montre espoirs en 2012 et championne d'Allemagne de poursuite élites. Elle est sélectionnée pour devenir sportive allemande junior de l'année et termine deuxième,.
Elle obtient la même année son Abitur avec une note de 1,7, soit une mention bien. Elle joue également du piano et aime les animaux,.

### Futurumshop.nl (2013, 2014)

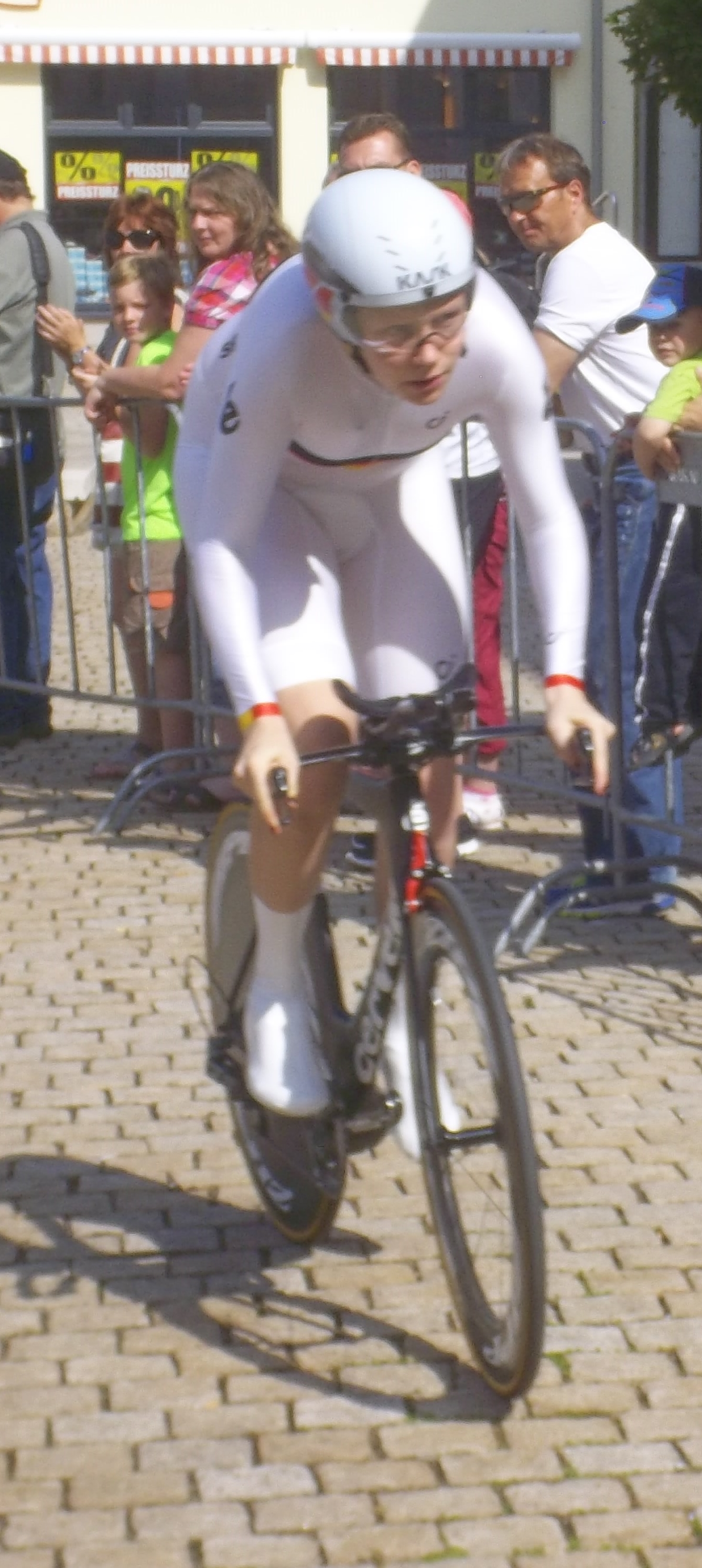
Lors du Tour de Thuringe 2015 dans son maillot de championne d'Allemagne du contre-la-montre

En 2013, elle rejoint l'équipe Futurumshop.nl-Polaris et dispute ses premiers championnats du monde sur piste élites, à Minsk. Elle y est sixième de la poursuite par équipes et douzième de la poursuite individuelle. Elle est également championne d'Allemagne de l'omnium. En 2014, elle est huitième du championnat du monde de la poursuite par équipes, quatrième du championnat du monde du contre-la-montre élites et championne d'Europe de poursuite.
Elle gagne le championnat d'Europe du contre-la-montre espoirs à Nyon avec trois secondes d'avance sur Séverine Eraud. Deux semaines après, elle remporte le titre de championne d'Europe de poursuite au Portugal. Elle est également quatrième des championnats du monde du contre-la-montre.

### Velocio-SRAM (2015-)
Elle s'engage en 2015 avec l'équipe américaine Velocio-SRAM. Aux championnats d'Allemagne, elle remporte le contre-la-montre devant sa coéquipière et championne du monde en titre Lisa Brennauer. Sur la course en ligne, elle aide cette dernière et Trixi Worrack à finir respectivement troisième et première. En juillet, elle court aux championnats d'Europe espoirs sur piste. Elle obtient la médaille d'argent en poursuite par équipes aux côtés de Lisa Klein, Gudrun Stock et Anna Knauer. Elle gagne ensuite les Championnats d'Europe du contre-la-montre espoirs pour la deuxième année consécutive. À la fin du mois d'août, elle fait partie de la composition de l'équipe qui termine deuxième du contre-la-montre par équipes de l'Open de Suède Vårgårda, comptant pour la Coupe du Monde. Un mois plus tard, aux championnats du monde, elle remporte le titre en contre-la-montre par équipes. Sur le contre-la-montre individuel, elle se classe dix-neuvième.
Aux championnats d'Europe élite, elle se classe quatrième de la poursuite individuelle.

### 2016
Au championnat d'Allemagne sur route, elle part en échappée avec Romy Kasper dans le final. Elle s'isole à trois kilomètres de l'arrivée et gagne donc seule.

### 2017
Aux championnats du monde du contre-la-montre par équipes, elle fait partie de la composition de l'équipe qui prend la quatrième place.

### 2019

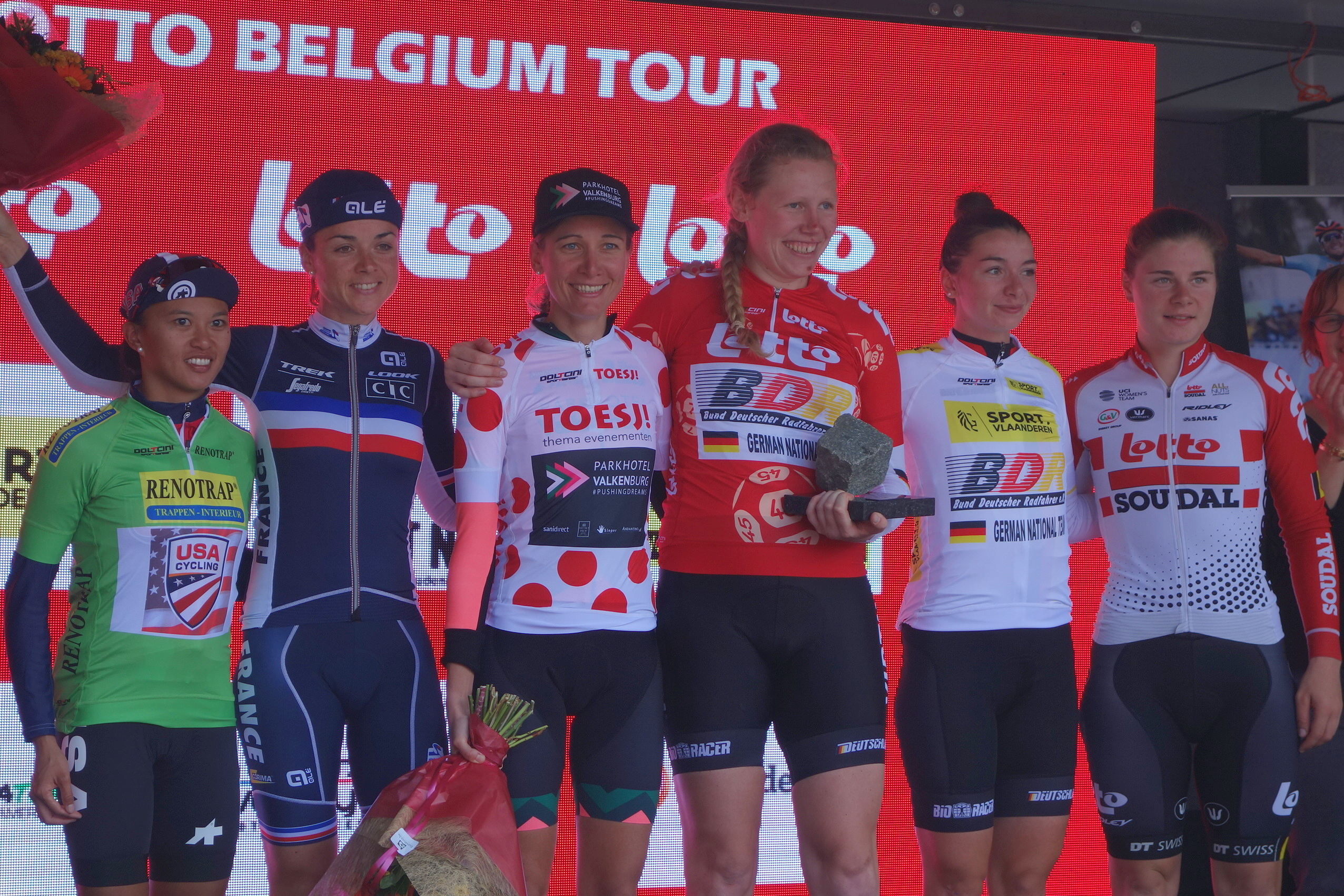
Podium final du Tour de Belgique

Durant l'Healthy Ageing Tour, sur la deuxième étape, à quatre-vingt-huit kilomètres de l'arrivée, Mieke Kröger attaque avec Romy Kasper et Nicole Steigenga. Leur avance culmine à près de quatre minutes. À douze kilomètres du but, Mieke Kröger attaque ce qui a pour effet de détacher Nicole Steigenga. À deux kilomètres de l'arrivée, elle se débarrasse également de Romy Kasper pour aller s'imposer seule. Elle est quatrième du contre-la-montre. Au BeNe Ladies Tour, Mieke Kröger est quatrième du prologue à huit secondes de Lisa Klein. Mieke Kröger est de nouveau quatrième du contre-la-montre et conclut l'épreuve à la même place. 
Fin juillet, aux championnats d'Europe de cyclisme sur route, elle s'adjuge à cette occasion la médaille d'argent du relais mixte,.
Elle est deuxième du Chrono champenois devancée par Vita Heine. Au Tour de Belgique, elle est de nouveau deuxième du contre-la-montre cette fois battue pour moins d'une seconde par Ruth Winder. Le lendemain, à cinquante kilomètres de l'arrivée, Mieke Kröger attaque. Elle est accompagnée d'Audrey Cordon-Ragot et de Lotte Kopecky. Leur bonne coopération leur permet de faire croître leur avance lors de l'étape. Dans le dernier kilomètre, Audrey Cordon-Ragot passe à l'offensive. Lotte Kopecky la marque et Mieke Kröger en profite pour contrer. Elle n'est plus revue. Grâce aux trois minutes d'avance de l'échappée, l'Allemande prend la tête du classement général. Le dernier jour, elle perd certes un peu de temps dans le mur de Grammont mais conserve la tête du classement général.

## Palmarès sur piste

### Jeux olympiques
- Rio 2016
  - 9e de la poursuite par équipes
- Tokyo 2020
  -  Médaillée d'or de la poursuite par équipes
- Paris 2024
  - 6e de la poursuite par équipes

### Championnats du monde
| Édition / Épreuve              | Poursuite individuelle | Poursuite par équipes |
| Moscou 2011                    | Or                     |                       |
| Minsk 2013                     | 12e                    | 6e                    |
| Cali 2014                      |                        | 8e                    |
| Saint-Quentin-en-Yvelines 2015 | 10e                    | 7e                    |
| Londres 2016                   | 5e                     |                       |
| Roubaix 2021                   | Bronze                 | Or                    |
| Saint-Quentin-en-Yvelines 2022 | 4e                     | 6e                    |
| Ballerup 2024                  |                        | Argent                |

### Coupe du monde
- 2019-2020
  - 2e de la poursuite par équipes à Minsk
  - 2e de la poursuite par équipes à Glasgow

### Coupe des nations
- 2022
  - 1re de la poursuite par équipes à Glasgow (avec Franziska Brauße, Lisa Klein et Laura Süßemilch)
  - 1re de la poursuite individuelle à Glasgow
- 2023
  - 2e de la poursuite par équipes à Milton
  - 3e de la poursuite par équipes au Caire

### Championnats d'Europe
| Édition / Épreuve      | Poursuite individuelle | Poursuite par équipes |
| Anadia 2014 (espoirs)  | Or                     |                       |
| Baie-Mahault 2014      | Argent                 |                       |
| Athènes 2015 (espoirs) | Bronze                 | Argent                |
| Glasgow 2018           |                        | Bronze                |
| Apeldoorn 2019         |                        | Argent                |
| Granges 2021           | Bronze                 | Or                    |
| Munich 2022            | Or                     | Or                    |
| Granges 2023           | Bronze                 | Bronze                |
| Apeldoorn 2024         |                        | Bronze                |
| Heusden-Zolder 2025    | Bronze                 | Argent                |

### Championnats nationaux

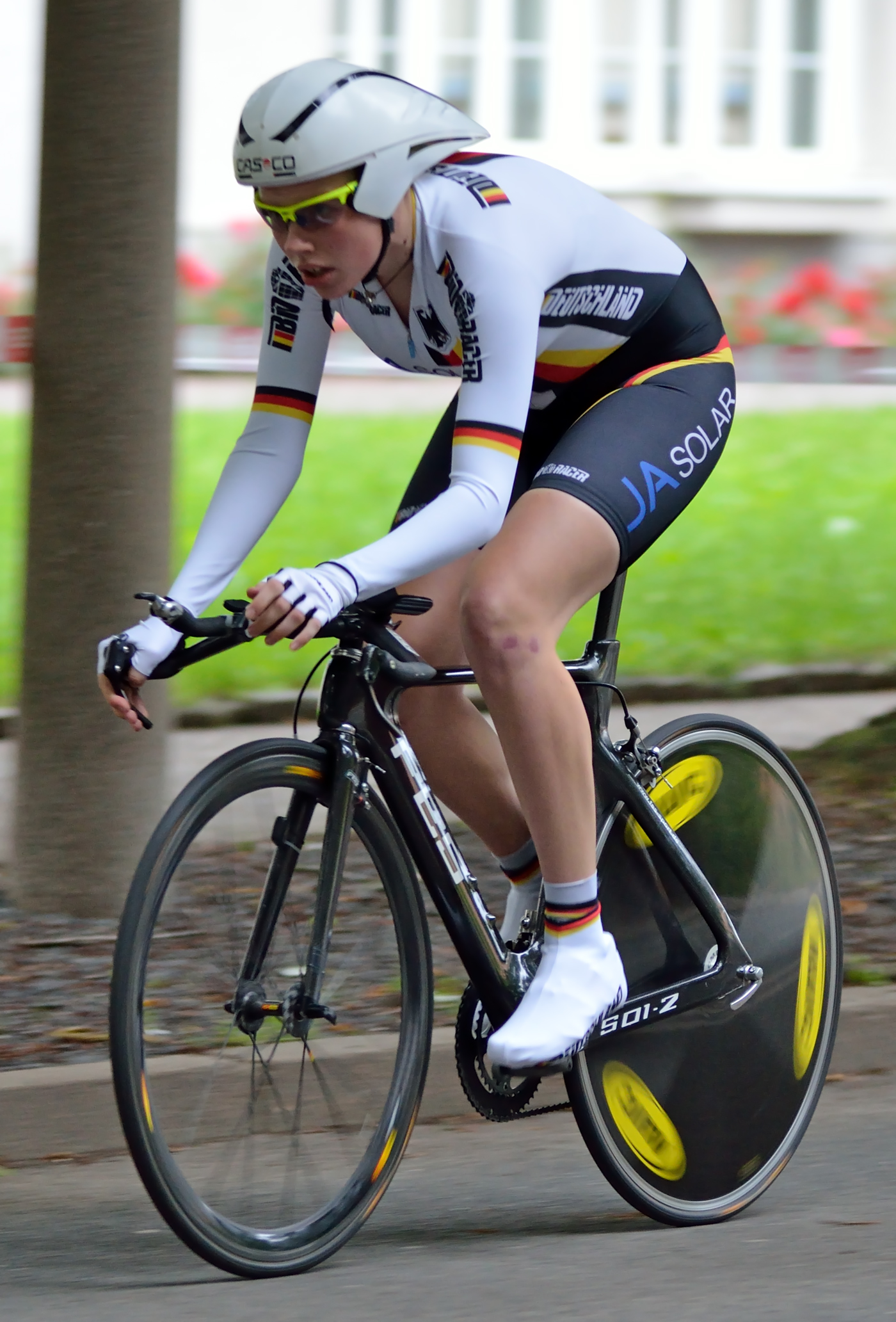
Mieke Kröger lors du Tour de Thuringe 2012

- Championne d'Allemagne de poursuite juniors en 2011
- Championne d'Allemagne de poursuite en 2012 et 2015
- Championne d'Allemagne d'omnium en 2013

## Palmarès sur route

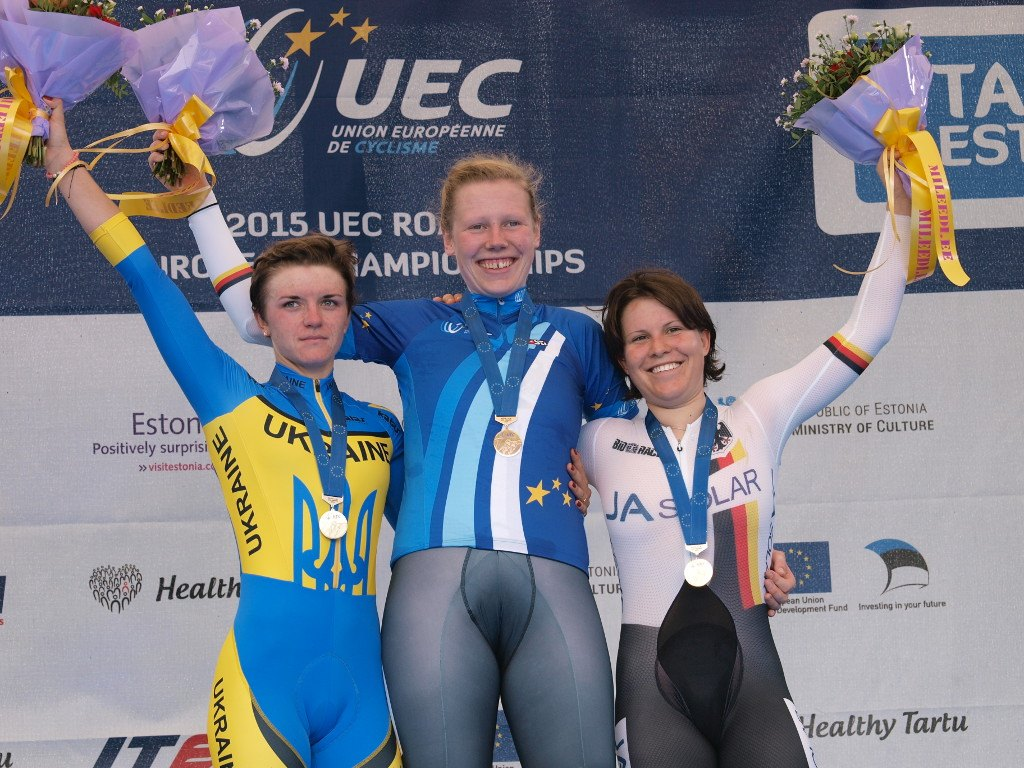
Podium du championnat d'Europe du contre-la-montre espoirs féminin.

### Par années
- 2010
  -  Championne d'Allemagne du contre-la-montre juniors
  - 3e du championnat d'Allemagne sur route juniors
- 2011
  -  Championne d'Allemagne sur route juniors
  -  Championne d'Allemagne du contre-la-montre juniors
  -  Médaillée de bronze du championnat du monde du contre-la-montre juniors
- 2012
  - Tour de Bochum
  -  Médaillée d'argent du championnat d'Europe du contre-la-montre espoirs
- 2013
  - 5e du championnat d'Europe du contre-la-montre espoirs
- 2014
  -  Championne d'Europe du contre-la-montre espoirs
  - 4e du championnat du monde du contre-la-montre
- 2015
  -  Championne du monde du contre-la-montre par équipes
  -  Championne d'Europe du contre-la-montre espoirs
  -  Championne d'Allemagne du contre-la-montre
  - 2e du contre-la-montre par équipes de l'Open de Suède Vårgårda (Cdm)
- 2016
  -  Championne d'Allemagne sur route
  -  Médaillée d'argent au championnat du monde du contre-la-montre par équipes
- 2017
  - 3e du contre-la-montre par équipes de l'Open de Suède Vårgårda
- 2019
  - 2e étape de l'Healthy Ageing Tour
  - 2e (secteur A) et 4e étapes de la Gracia Orlová
  - Tour de Belgique :
    - Classement général
    - 1re étape

  -  Médaillée d'argent du championnat du monde du contre-la-montre par équipes en relais mixte
  - 2e du championnat d'Allemagne du contre-la-montre
  - 2e du championnat d'Europe du contre-la-montre relais
  - 2e du Chrono champenois
  - 6e du championnat d'Europe du contre-la-montre
- 2020
  -  Championne d'Europe du relais mixte contre-la-montre
  - 8e du championnat du monde du contre-la-montre
  - 10e de La Madrid Challenge by La Vuelta
- 2021
  -  Championne du monde du contre-la-montre par équipes en relais mixte
  -  Médaillée d'argent du championnat d'Europe du relais mixte contre-la-montre
  - 2e du Baloise Ladies Tour
  - 3e du Chrono des Nations-Les Herbiers-Vendée
- 2023
  -  Championne d'Allemagne du contre-la-montre
  -  Médaillée de bronze du championnat d'Europe du contre-la-montre en relais mixte
- 2024
  -  Championne d'Allemagne du contre-la-montre
  -  Médaillée d'argent du championnat d'Europe du relais mixte contre-la-montre
  - 7e du championnat d'Europe du contre-la-montre

### Classements UCI
| Année                                 | 2012 | 2013 | 2014 | 2015 | 2016 | 2017 | 2018 | 2019 | 2020 | 2021 | 2022 | 2023 | 2024 |
| ------------------------------------- | ---- | ---- | ---- | ---- | ---- | ---- | ---- | ---- | ---- | ---- | ---- | ---- | ---- |
| Classement UCI                        | 179e | 354e | 113e | 168e | 287e | 174e | 197e | 42e  | 72e  | 84e  | 245e | 431e | 335e |
| UCI World Tour                        |      |      |      |      | nc   | 88e  | 100e | 132e | 67e  | nc   | nc   | nc   | nc   |
|                                       |      |      |      |      |      |      |      |      |      |      |      |      |      |
| Légende : nc = non classéSource : UCI |      |      |      |      |      |      |      |      |      |      |      |      |      |

## Distinctions
- UEC Hall of Fame[15]